# 中国科学院大学人文学院
中国科学院大学人文学院是中国科学院大学组建成立的学院，其前身为2002年成立的中国科学院研究生院人文学院。

## 组织结构
- 科学技术史系
- 历史学系
- 哲学系
- 考古学与人类学系
- 新闻传播学系
- 体育教研室
- 《自然辩证法通讯》杂志社

## 主要专业
- 科学哲学、科学技术史、工程哲学、科技考古、科学社会学、科学技术与社会、科技新闻传播

## 历任院长
1. 第一任　2012年至今　院长：郑必坚